# Final da Taça da Liga de 2017–18
A Final da Taça da Liga de 2017–18 foi a final da 11ª edição da Taça da Liga, competição organizada pela Liga Portuguesa. A final foi disputada a 27 de janeiro de 2018, no Estádio Municipal de Braga.
A competição envolveu os 33 clubes que disputam os dois principais escalões do sistema de ligas de futebol de Portugal – 18 da Primeira Liga e 15 da Segunda Liga – durante a época 2017–18. 
O Vitória Futebol Clube e o Sporting Clube de Portugal enfrentaram-se numa repetição da primeira final da competição, realizada dez anos antes. O Sporting CP venceu por 5–4 no desempate por grandes penalidades após empate a uma bola no tempo regulamentar, vencendo assim a sua primeira Taça da Liga. O Sporting tornou-se assim o segundo clube a vencer todas as competições a nível nacional.

## Historial
Pela segunda época consecutiva, a competição contou com um formato em final four com as semifinais e a final a serem disputadas num espaço de poucos dias no mesmo estádio. O Estádio Municipal de Braga hospedou todos os jogos da fase final da competição. 
As equipas defrontaram-se na final inaugural em 2008, onde o Vitória conquistou o troféu após desempate por grandes grandes penalidades.
O Vitória de Setúbal qualificou-se para a sua segunda final, tendo conquistado o título da prova na sua primeira edição, e poderia ser a segunda equipa a conquistar a competição em múltiplas ocasiões.
O Sporting qualificou-se para a sua terceira final, tendo estado presente na final nas duas primeiras edições da Taça da Liga, ambas perdidas para o Vitória de Setúbal e para o Sport Lisboa e Benfica nas grandes penalidades, tendo assim a chance de conquistar a sua primeira Taça da Liga.
Ambas as equipas almejavam o primeiro título da temporada.

## Qualificação
| Team               | Pld | W | D | L | GF | GA | GD | Pts |
| ------------------ | --- | - | - | - | -- | -- | -- | --- |
| Vitória de Setúbal | 3   | 2 | 1 | 0 | 6  | 4  | +2 | 7   |
| Benfica            | 3   | 0 | 3 | 0 | 5  | 5  | 0  | 3   |
| Portimonense       | 3   | 0 | 2 | 1 | 5  | 6  | –1 | 2   |
| Braga              | 3   | 0 | 2 | 1 | 4  | 5  | –1 | 2   |

| Team             | Pld | W | D | L | GF | GA | GD | Pts |
| ---------------- | --- | - | - | - | -- | -- | -- | --- |
| Sporting         | 3   | 1 | 2 | 0 | 7  | 1  | +6 | 5   |
| Marítimo         | 3   | 1 | 2 | 0 | 3  | 2  | +1 | 5   |
| Belenenses       | 3   | 0 | 3 | 0 | 2  | 2  | 0  | 3   |
| União da Madeira | 3   | 0 | 1 | 2 | 3  | 10 | –7 | 1   |

## Partida
| 27 de janeiro de 2018 | Vitória de Setúbal   | 1 – 1  | Sporting            | Estádio Municipal de Braga         |
| 20:45                 | Gonçalo Paciência 4' | Report | Bas Dost 80' (pen.) | Público: 24 153 Árbitro: Rui Costa |

| Vitória | Sporting |

|                                                                        |       | Penalidades                                                               |  |
| Gonçalo Paciência Patrick Vieira Tomás Podstawski Edinho Arnold Issoko | 4 – 5 | Bas Dost Bruno Fernandes Jérémy Mathieu Sebastián Coates William Carvalho |  |

## Campeão
| Taça da Liga de 2017–18 |
| ----------------------- |
| Sporting1.º Título      |